# Куртоан
Куртоан (фр. Courtoin) насеље је и општина у источном делу централне Француске у региону Бургоња, у департману Јон која припада префектури Санс.
По подацима из 2011. године у општини је живело 41 становника, а густина насељености је износила 6,67 становника/km². Општина се простире на површини од 6,15 km². Налази се на средњој надморској висини од 170 метара (максималној 190 m, а минималној 164 m).

## Демографија
| 1962. | 1968. | 1975. | 1982. | 1990. | 1999. | 2011. |
| ----- | ----- | ----- | ----- | ----- | ----- | ----- |
| 70    | 70    | 50    | 52    | 39    | 44    | 41    |

График промене броја становника у току последњих година